# Małe dramaty
Małe dramaty – polski film obyczajowy z 1958 roku, składający się z dwóch nowel filmowych.
Bohaterami pierwszej noweli Karuzela są chłopcy z niewielkiego miasteczka. Marzą oni, by przejechać się na karuzeli. Nie mają jednak na to pieniędzy. Chcąc zasłużyć na darmową jazdę, przez kilka godzin obracają karuzelę, w której niespodziewanie zepsuł się silnik.
Druga nowela pt. Upadek milionera opowiada o dziesięcioletnim chłopcu spragnionym akceptacji kolegów. Jest słaby i nieśmiały, więc jedyne, co mu pozostaje, to zaimponować rówieśnikom świnką - skarbonką (stąd jego przezwisko "Milioner"). Chwali się kolegom, że z tych oszczędności już wkrótce kupi nowiutki rower.

## Obsada aktorska
Karuzela
- Wojciech Lityński – "Hulajnoga"
- Andrzej Nasfeter – "Rudy"
- Marek Paprotny – "Pyza"
- Tomasz Mayzel – "Cwajnos"
- Jerzy Palmowski – "Sowa"
- Tadeusz Wiśniewski – "Wiewiórka"
- Saturnin Butkiewicz – kierownik lunaparku
- Bolesław Kamiński – pomocnik kierownika lunaparku
- Stanisław Milski – dziadek "Sowy"

Upadek milionera
- Aleksander Kornel – "Milioner"
- Henryk Fogiel – "Krępy"
- Lech Rzegocki – "Czarny"
- Andrzej Paprotny – "Chudzielec"
- Halina Przybylska – matka "Milionera"
- Tadeusz Woźniak – ojciec "Milionera"
- Wiesława Mazurkiewicz – ekspedientka w sklepie
- Zygmunt Zintel – mężczyzna lutujący garnki